# Гілберт (Айова)
Гілберт (англ. Gilbert) — місто (англ. city) в США, в окрузі Сторі штату Айова. Населення — 1211 особа (2020).

## Географія
Гілберт розташований за координатами 42°6′28″ пн. ш. 93°38′48″ зх. д. / 42.10778° пн. ш. 93.64667° зх. д. (42.107885, -93.646764).  За даними Бюро перепису населення США в 2010 році місто мало площу 2,36 км², уся площа — суходіл. В 2017 році площа становила 2,55 км², уся площа — суходіл.

## Демографія
Згідно з переписом 2010 року, у місті мешкали 1082 особи в 382 домогосподарствах у складі 303 родин. Густота населення становила 458 осіб/км².  Було 390 помешкань (165/км²).
Расовий склад населення:
| - 95,3 % — білих - 1,4 % — чорних або афроамериканців - 1,1 % — азіатів - 0,2 % — корінних американців |

До двох чи більше рас належало 1,2 %. Частка іспаномовних становила 1,5 % від усіх жителів.
За віковим діапазоном населення розподілялося таким чином: 32,4 % — особи молодші 18 років, 61,2 % — особи у віці 18—64 років, 6,4 % — особи у віці 65 років та старші. Медіана віку мешканця становила 34,2 року. На 100 осіб жіночої статі у місті припадало 96,4 чоловіків;  на 100 жінок у віці від 18 років та старших — 98,6 чоловіків також старших 18 років.
Середній дохід на одне домашнє господарство  становив 83 239 доларів США (медіана — 80 833), а середній дохід на одну сім'ю — 91 888 доларів (медіана — 87 303). Медіана доходів становила 52 778 доларів для чоловіків та 43 333 долари для жінок. За межею бідності перебувало 10,9 % осіб, у тому числі 22,3 % дітей у віці до 18 років та 2,7 % осіб у віці 65 років та старших.
Цивільне працевлаштоване населення становило 684 особи. Основні галузі зайнятості: освіта, охорона здоров'я та соціальна допомога — 35,4 %, виробництво — 14,6 %, роздрібна торгівля — 9,2 %, науковці, спеціалісти, менеджери — 8,2 %.